# القرارة (المحابشة)

تعديل مصدري - تعديل

القرارة هي إحدى قرى عزلة المخاويس بمديرية المحابشة التابعة لمحافظة حجة، بلغ تعداد سكانها 271 نسمة حسب تعداد اليمن لعام 2004.